# Coppa di Lega 2013-2014 (Emirati Arabi Uniti)
La 2013–14 UAE Arabian Gulf Cup  è la sesta edizione della coppa organizzata per i 14 team della UAE Pro-League.
Ad Aggiudicarsi la sesta edizione del trofeo è stato l'Al-Ahli Club che vince per la seconda volta il titolo dopo aver sconfitto in finale l'Al-Jazira Club per 2-1.

## Gruppi
Le 14 squadre sono state divise in due gruppi da sette squadre ciascuno. Le prime due di ogni girone si qualificano per la fase finale
| Gruppo A                                                      | Gruppo B                                                          |
| ------------------------------------------------------------- | ----------------------------------------------------------------- |
| Al-Ain Baniyas Al-Wahda Al-Shaab Sharjah Al-Jazira Dubai Club | Ajman Al-Nasr Al-Shabab Al Dhafra Emirates Shabab Al-Ahli Al-Wasl |

## Fase a gironi

### Gruppo A
| Pos. | Squadra    | Pt | G | V | N | P | GF | GS | DR |
| ---- | ---------- | -- | - | - | - | - | -- | -- | -- |
| 1.   | Sharjah    | 16 | 6 | 5 | 1 | 0 | 11 | 2  | +9 |
| 2.   | Al-Jazira  | 12 | 6 | 4 | 0 | 2 | 9  | 9  | 0  |
| 3.   | Al-Ain     | 10 | 6 | 3 | 1 | 2 | 11 | 9  | +2 |
| 4.   | Baniyas    | 10 | 6 | 3 | 1 | 2 | 9  | 7  | +2 |
| 5.   | Al-Shaab   | 5  | 6 | 1 | 2 | 3 | 7  | 10 | -3 |
| 6.   | Dubai Club | 4  | 6 | 1 | 1 | 4 | 6  | 10 | -4 |
| 7.   | Al-Wahda   | 3  | 6 | 1 | 0 | 5 | 3  | 9  | -6 |

Fonte: Soccerway

### Gruppo B
| Pos. | Squadra        | Pt | G | V | N | P | GF | GS | DR  |
| ---- | -------------- | -- | - | - | - | - | -- | -- | --- |
| 1.   | Al Dhafra      | 15 | 6 | 5 | 0 | 1 | 18 | 6  | +12 |
| 2.   | Shabab Al-Ahli | 11 | 6 | 3 | 2 | 1 | 11 | 7  | +4  |
| 3.   | Al-Nasr        | 9  | 6 | 3 | 0 | 3 | 9  | 9  | 0   |
| 4.   | Ajman          | 8  | 6 | 2 | 2 | 2 | 6  | 8  | -2  |
| 5.   | Al-Wasl        | 6  | 6 | 2 | 0 | 4 | 8  | 12 | -4  |
| 6.   | Emirates       | 5  | 6 | 1 | 2 | 3 | 6  | 10 | -4  |
| 7.   | Al-Shabab      | 5  | 6 | 1 | 2 | 3 | 4  | 10 | -6  |

Fonte: Soccerway

## Fase Finale
|  | Semifinali     | Semifinali     | Semifinali     |                |           | Finale    | Finale | Finale |  |
|  |                |                |                |                |           |           |        |        |  |
|  | Al Dhafra      | Al Dhafra      | 2 (2)          |                |           |           |        |        |  |
|  | Al Dhafra      | Al Dhafra      | 2 (2)          |                |           |           |        |        |  |
|  | Al-Jazira      | Al-Jazira      | 2 (4)          |                |           |           |        |        |  |
|  | Al-Jazira      | Al-Jazira      | 2 (4)          |                | Al-Jazira | Al-Jazira | 1      |        |  |
|  |                |                |                |                | Al-Jazira | Al-Jazira | 1      |        |  |
|  |                |                | Shabab Al-Ahli | Shabab Al-Ahli | 2         |           |        |        |  |
|  | Sharjah        | Sharjah        | Shabab Al-Ahli | Shabab Al-Ahli | 2         | 0         |        |        |  |
|  | Sharjah        | Sharjah        |                |                |           |           |        |        |  |
|  | Shabab Al-Ahli | Shabab Al-Ahli | 1              |                |           |           |        |        |  |

### Semifinali
| Arbitro: | Yaqoub Yousef Qasim Al Hammadi |

|                                      |                      |                                         |
| Rogerio 10’ Diop 78’                 | Marcatori            | 66’ Mousa 99’ Barrada                   |
| Jumaa El Najjarine Diop Fares Bandar | Tiri di rigore 2 – 4 | Barrada Caicedo Mabkhout Shin Hyung-Min |

| Arbitro: | Abdulla Ali Al Ajel Al Zaabi |

|  |           |            |
|  | Marcatori | 90+3’ Ciel |

### Finale
| Arbitro: | Sultan Abdulrazaq Ibrahim Al Marzouqi |

|                    |           |                            |
| Mabkhout 28’ (pen) | Marcatori | 69’ Grafite 81’ Al Hammadi |